# Homalopoma carpenteri
Homalopoma carpenteri är en snäckart som beskrevs av Henry Augustus Pilsbry 1888. Homalopoma carpenteri ingår i släktet Homalopoma och familjen turbinsnäckor. Inga underarter finns listade i Catalogue of Life.